# Ruine Neu-Schauenburg
Die Ruine Neu-Schauenburg ist die Ältere  der zwei Schauenburgen westlich von Frenkendorf im Schweizer Kanton Basel-Landschaft. Die Ruine der Gipfelburg liegt bei 600 m ü. M. westlich von Frenkendorf auf einem Felskopf inmitten einer gerodeten Hochfläche in unmittelbarer Nachbarschaft der Felsformation Schauenburgflue.

## Anlage
Die heute sichtbaren Reste der Neu-Schauenburg stammen aus dem 13. Jahrhundert. Bei Bauarbeiten wurden aber auch Scherben aus der Mitte des 12. Jahrhunderts gefunden. Dies deutet auf einen Vorgängerbau hin, der bereits im 12. Jahrhundert (Meyer vermutet sogar im 11. Jahrhundert) bewohnt worden war. Dieser ersten Burg ist wohl auch ein schwach sichtbarer Graben zuzuweisen, der im Westen des Felskopfes der Neu-Schauenburg noch sichtbar ist.
Der Zugang zur Burg erfolgt auf einer Rampe vom Westen her um die nördliche Ecke der Burg herum zum Torbereich an der nordöstlichen Seite. Vor dem Tor sind geringe Mauerreste vorhanden, die aber nicht interpretiert werden können. Sie gehörten wohl zu einem Zwinger oder äusseren Tor. Der ganze Torbereich wurde durch neuzeitliche Baumassnahmen stark modifiziert. Der Bering der Burg folgt dem unregelmässigen Rand des Felskopfes.

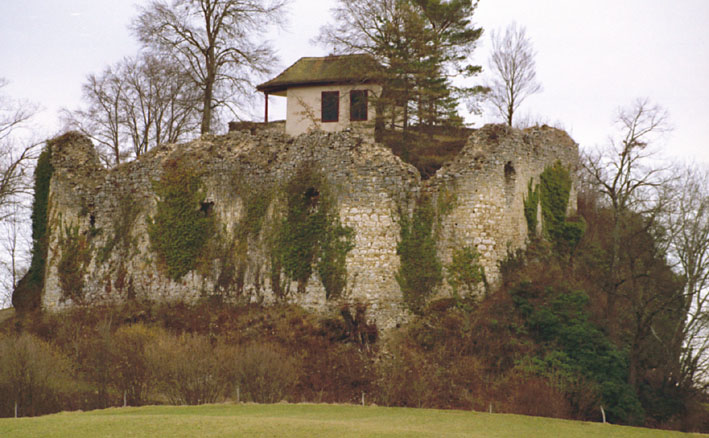
Neu-Schauenburg mit Aussichtspavillon (März 2010)

Der Felskopf weist zwei verschieden hohe Terrassen auf, was eine zweiteilige Nutzung der Fläche innerhalb des Berings zur Folge hatte:
- Der untere, westliche Teil wurde zum grössten Teil von einem an die Ringmauer angebauten Wohntrakt belegt.
- Der obere, östliche Teil trug wohl einen Bergfried. Dieser ist aber komplett durch einen neuzeitlichen Aussichtspavillon ersetzt worden, bei dessen Bau die alten Mauerreste komplett entfernt wurden.

## Geschichte
Wahrscheinlich ist die Errichtung der Burg einem Ableger der Truchsessen von Rheinfelden zuzuschreiben, die sich als Herren von Schauenburg bezeichneten. Sicher nachweisbar ist die Familie aber erst ab Mitte des 13. Jahrhunderts, also wohl ein Jahrhundert oder mehr nach Gründung der Burg. Diese Anlage wurde zur Sicherung des allodialen Rodungsgutes errichtet. Durch Rodung konnten sich die Adligen im  Lehnswesen eigenen Besitz erarbeiten, auf den aber gerne auch Nachbarn ein Auge warfen. Das Schauenburger Gut blieb aber ein Besitz ohne Rechte (Gerichtsbarkeit etc.). Zusätzlich zur Burg und den dazugehörenden Gütern hatten die Herren von Schauenburg von den Grafen von Frohburg auch das Dorf Füllinsdorf als Lehen erhalten. Bei der Erweiterung ihres Eigengutes nach Südwesten errichteten die Schauenburger dann auch die Burg Alt-Schauenburg.
Die Neu-Schauenburg wurde nach dem Basler Erdbeben 1356 wieder repariert, während die Alt-Schauenburg aufgegeben wurde. Dies führte dazu, dass die hier beschriebene Anlage den Zusatz „neu“ erhielt (neu = in Betrieb), obwohl sie eigentlich die ältere der beiden Schauenburgen ist.
Gegen Ende des 14. Jahrhunderts (spätestens 1385) starben die Schauenburger aus. Die Burg ging – eventuell durch Erbschaft – erst an die Ritterfamilie Vitztum über und dann Anfang des 15. Jahrhunderts an die Truchsessen von Rheinfelden. Letztere verkauften die Anlage 1418 an Konrad Sintz, einen reichen Basler Bürger. Fehlspekulationen und Protzerei führten zum Ruin des Mannes, und als er sich mit Betrügereien zu retten versuchte, musste er flüchten.
Henman Offenburg kaufte die Burg 1428 aus der Konkursmasse und liess sich von Hans von Falkenstein, dem Landgrafen des Sisgaus, auch mit den Gerichtsrechten belehnen. Dies mag aus heutiger Sicht erstaunlich erscheinen, aber auch das Erteilen von Bussen konnte ein recht interessantes Geschäft sein. Diese Gerichtsrechte gingen bald wieder verloren, da Munzach und Liestal nachweisen konnten, dass diese Rechte bereits ihnen gehörten.
Nach der Mitte des 15. Jahrhunderts wurde im Norden der Burg ein kirchliches Bruderhaus errichtet (heute Bauerngut Neu-Schauenburg). 1502 fiel dann die Neu-Schauenburg an die Beginen, die inzwischen das „Schwesternhaus“ betrieben. Die Burg war aber schon nicht mehr bewohnt und dem Verfall überlassen.
In den folgenden Jahrhunderten ging die Burg (aus Interesse an den damit verbundenen Gütern) durch viele Besitzerhände. Zuerst an die Dräss (Drais), die es 1700 an den Liestaler Stadtschreiber Johann Friedrich Wettstein und seinen Kleinbasler Schwager Pfarrer Johann Heinrich Gernler verkauften. Von diesen beiden Familien wurde der Besitz 1748 an den Liestaler Gärtner Johannes Gysin weiterveräussert, dessen Familie 1792 an Daniel Iselin-Weiss verkaufte. Letzterer vererbte das Gut an Achilles Forcaret-Iselin. Später tauchte die Neu-Schauenburg im Besitz von Frau Marie Riggenbach-Burckhardt und H. L. Miescher-Riggenbach auf.